# Annie VanderMeer
Annie VanderMeer, también conocida como Annie VanderMeer Mitsoda, Annie Carlson, Annie VanderMeer Carlson y Anne VanderMeer, es una diseñadora de videojuegos estadounidense especializada en videojuegos de rol, más conocida por su trabajo como guionista en Neverwinter Nights 2: Storm of Zehir en 2008 y por su trabajo de diseño en Guild Wars 2 en 2012, y en Dead State y PANIC at Multiverse High de DoubleBear Productions.

## Biografía
Annie VanderMeer estudió en el Macalester College y se licenció con honores en inglés en 2003, escribiendo sobre Ciencia Ficción y Fantasía en la Literatura Americana Contemporánea. Mientras estaba allí, pasó su tiempo libre con la sociedad local de juegos, lo que la inspiró aún más. Tras descubrir que las oportunidades de estudiar y enseñar inglés/juegos en la escuela de posgrado son limitadas, inició su camino de vuelta a los juegos. Tras un breve paso por un GameStop local, VanderMeer (entonces Annie Carlson) empezó a trabajar en Papaya Studio en el verano de 2004, donde trabajó en Taxi Driver, la malograda "secuela" en videojuego de la película del mismo nombre.
Poco después de la cancelación de Taxi Driver, VanderMeer se unió a Obsidian Entertainment en enero de 2006, comenzando a trabajar en "Project New Jersey" (un rumoreado juego de rol no lanzado). Cuando se canceló el Proyecto New Jersey, VanderMeer se unió al equipo de Neverwinter Nights 2, donde trabajó en el manejo de los objetos del juego, y presentó Neverwinter Nights 2 en la Penny Arcade Expo (PAX) 2006. Tras el lanzamiento de Neverwinter Nights 2, VanderMeer comenzó a trabajar como asistente de escritura en Alpha Protocol, trabajando con el líder creativo Brian Mitsoda, donde se le atribuyó la creación de algunos de los personajes. Mientras trabajaba en Alpha Protocol, VanderMeer colaboró en el diseño adicional de la primera expansión de Neverwinter Nights 2, Mask of the Betrayer. A principios de 2008, fue trasladada a la segunda expansión de Neverwinter Nights 2, Storm of Zehir, como diseñadora y escritora principal. También colaboró en el cancelado juego de rol Aliens y habló en el panel "Mujeres en la industria del juego" en la PAX 2008 antes de dejar la empresa en octubre de 2008 para mudarse a Seattle. Desde entonces ha intervenido en otros paneles de PAX a lo largo de los años, como "La agonía y el éxtasis de la escritura de juegos de rol" en 2011, "De la mesa a lo digital: Crafting Stronger Interactive Narratives" en 2013, "Be So Good They Can't Ignore You: Tales of Successful Indies" en 2014, "CLASSIC RPGs FOREVER!" y "Surviving Success: Cómo manejar un Kickstarter ganador" en 2015, "Elige tu propia aventura: Women in Video Game Writing" en 2016, y "Real Feels: Crafting Meaningful Relationships in Games" y "That's It, That's the Joke: Humor, Games, and Humorous Games." en 2017.
En 2009, VanderMeer se unió a ArenaNet como diseñadora de juegos, trabajando primero en la historia personal de Guild Wars 2 antes de pasar al equipo de Living Story, trabajando en particular en las actualizaciones "Lost Shores" y "Flame & Frost". VanderMeer ha trabajado a tiempo parcial como diseñadora de juegos para DoubleBear, y a tiempo completo como diseñadora de juegos en Bungie en Destiny. Desde abril de 2014 hasta enero de 2018, VanderMeer fue miembro a tiempo completo de DoubleBear Productions, y trabajó como guionista y diseñadora en su primer título, Dead State, y como jefa de proyecto en su segundo, PANIC at Multiverse High!. En enero de 2018 se unió a System Era Softworks como diseñadora de contenido en Astroneer enviando el juego y múltiples actualizaciones antes de su partida en octubre de 2019. Además, mencionó en un tuit que seguiría trabajando en DoubleBear a tiempo parcial).
También ha colaborado como escritora de ficción en múltiples proyectos de Fantasy Flight Games, como Legend of the Five Rings, The Investigators of Arkham Horror (una colección de ficción basada en su franquicia Arkham Horror) y Legacy of Dragonholt, un juego de aventura narrativa ambientado en el universo Runebound.
En septiembre de 2019, fundó el Colectivo Tiamat, un grupo de freelancers de múltiples disciplinas disponibles para ser contratados en próximos proyectos creativos. En diciembre de 2019, se reincorporó a ArenaNet como diseñadora de juego sénior en el mundo viviente de Guild Wars 2.